# 萬年庄茄苳公
23°43′36″N 120°33′03″E / 23.726548°N 120.550917°E
萬年庄茄苳公，是位於臺灣雲林縣斗六市長安里的茄苳樹，被當地人視為神樹，與當地流傳的嘉慶君遊台灣故事有關。

## 歷史沿革
於2001年報導時，推測樹齡已超過四百年，樹冠幅度超過一百五十平方公尺，樹高超十五公尺，為雲林縣政府列管保護的珍貴老樹。由一旁的萬年宮廟方維護，設有護土牆、解說牌、指路牌。當地有嘉慶君來此樹休息，或是爬上樹以逃離大水的傳說。
此地的長安里里長楊享運說，先人在樹旁建立萬年宮，但被日本政府毀去。八七水災時，虎尾溪氾濫，萬年庄只有此樹和周圍幾戶民宅未遭水患，因此信眾增多。
1992年，里長楊正作發起在社區活動中心重建萬年宮來供奉玄天上帝，亦欲在該廟裡供奉茄苳樹神位。據當年張天育副主委回憶，但擲杯結果是樹神表示不能進入萬年宮，遂於樹頭另建茄苳公廟，於同年12月15日落成。

## 祭祀活動
該樹信眾與後壠仔茄苳公廟等埔里、名間、里港、古坑東和茄苳公等祭拜茄苳樹神的寺廟有所交流。此樹也與同里的茄苳公、古坑鄉新庄村的新庄茄苳公被視作兄弟，相互參香交流。
2001年12月29日（農曆十一月十五），為慶祝茄苳公誕辰，萬年宮聘人為此樹誦經，民眾則附近供奉果品祈福，並設置布袋戲台唱戲酬神。